# ملعب حسين عوني آكر
ملعب حسين عوني آكر (بالتركية: Hüseyin Avni Aker Stadyumu)‏ هو ملعب كرة قدم يقع في طرابزون في شرق تركيا. يسع الملعب لجلوس 24،169 متفرج . يعتبر الملعب الرسمي الذي يخوض فيه نادي طرابزون سبور مبارياته المحلية. تم افتتاح الملعب في 1951.

## التسمية
حصل الملعب على اسمه من حسين عوني آكر، الذي كان من أوائل معلمي التربية البدنية في طرابزون، وارتقى إلى المديرية الإقليمية للتربية البدنية في طرابزون. حسين عوني آكر، الذي اتخذ مبادرات لبناء الملعب وضمن مصادرة منطقة الملعب، لم يستطع رؤية اكتمال الملعب وتوفي في عام 1944.

## سعة الملعب
فريق طرابزون سبور هو الفريق الرابع في تركيا الذي يحظى بأكبر عدد من المؤيدين، بنسبة 5٪ من المؤيدين في جميع أنحاء تركيا. استقطب الملعب عددًا كبيرًا من المشجعين في مباريات طرابزون سبور حتى إغلاقه في 26 يناير 2017. على سبيل المثال، في موسم 2011-12، تم بيع ما يقرب من 18 ألف مقعد من الاستاد بسعة 24169 كتذاكر سنوية. بالإضافة إلى ذلك، كان هذا الملعب أول ملعب لكرة القدم في تركيا  يعلن عن عدد المتفرجين الذين حصلوا على تذاكر.